# Photo Channel
O Photo Channel é um canal exclusivo para o console Wii visualizar fotos, vídeos e sons armazenados em cartões SD ou SDHC (até 32GB). Um básico editor de imagens permite manipular as fotos e envia-las para outros consoles através do serviço WiiConnect24.

## Compatibilidade
De acordo com o site oficial, as seguintes extensões de ficheiros são suportadas pelo Photo Channel 1.1:
- Arquivos de imagens
  - Formato: JPEG (Tamanho até 8192x8192)

- Arquivos de vídeo
  - Formato do arquivo: Quicktime (JPEG animado) (MOV)/ AVI (JPEG animado) (AVI)[4]

- Arquivos de áudio
  - Formato do arquivo:
    - no Photo Channel 1.0: MP3
    - no Photo Channel 1.2: AAC (Extensão .MP4, arquivos de áudio .m4a)